# Pompa limfatyczna
Pompa limfatyczna — wymuszony uciskiem przepływ limfy w kierunku serca. Aktywność fizyczna zwiększa przepływ limfy od 4 do 15 razy, zaś bezruch wybitnie spowalnia przepływ limfy.
Naczynia limfatyczne, podobnie jak żyły, wyposażone są w zastawki zapobiegające cofaniu się chłonki. Każdy ucisk na tkanki, praca mięśni, zmiana położenia narządów względem siebie powoduje chwilowe zwiększenie ciśnienia płynu tkankowego i przesunięcie limfy w kierunku układu krążenia.